# Thomas l'imposteur
Thomas l'imposteur is een Franse film van Georges Franju die werd uitgebracht in 1965.
Het scenario is gebaseerd op de gelijknamige roman (1923) van Jean Cocteau.

## Verhaal
Parijs aan het begin van de Eerste Wereldoorlog. In september 1914 loopt de stad stilletjes aan leeg omdat het leger van het Duitse Keizerrijk elk ogenblik kan binnenvallen. Gravin de Bormes stelt haar ruim herenhuis ter beschikking als ziekenhuis voor de gewonde soldaten. Daartoe heeft ze een ambulancedienst opgezet waarbij ook zij de rol van verpleegster waarneemt.
Op een dag maakt ze kennis met Thomas, een wereldvreemde jonge dromer, die haar zijn diensten aanbiedt. Thomas, eigenlijk een zestienjarige wees, beweert luitenant en een neef van de bekende aristocratische generaal de Fontenoy te zijn. De gravin is gecharmeerd door zijn verschijning en neemt zijn hulp in dank aan. Thomas' familienaam en officiersuniform komen de gravin goed van pas want ze openen allerlei deuren voor haar ambulancedienst. Thomas wekt niet alleen gevoelens op bij Henriette, de dochter van de gravin, maar ook argwaan omtrent zijn identiteit in de omgeving van de gravin en de jaloersheid van een bevriende krantendirecteur die heel veel geeft om de gravin.

## Rolverdeling
| Acteur               | Personage                           |
| -------------------- | ----------------------------------- |
| Fabrice Rouleau      | Thomas                              |
| Emmanuelle Riva      | gravin de Bormes                    |
| Jean Servais         | Pesquel-Duport                      |
| Sophie Darès         | Henriette, de dochter van de gravin |
| Michel Vitold        | dokter Vernes                       |
| Rosy Varte           | mevrouw Valiche                     |
| Hélène Dieudonné     | de tante van Thomas                 |
| Gabrielle Dorziat    | de kaartlegster                     |
| Bernard Lavalette    | dokter Gentil                       |
| Jean-Roger Caussimon | de bisschop                         |
| Jean Marais          | voice-over                          |